# Moyeuvre-Grande
Moyeuvre-Grande är en kommun i departementet Moselle i regionen Grand Est (tidigare regionen Lorraine) i nordöstra Frankrike. Kommunen ligger i kantonen Moyeuvre-Grande som tillhör arrondissementet Thionville-Ouest. År 2022 hade Moyeuvre-Grande 7 320 invånare.

## Befolkningsutveckling
Antalet invånare i kommunen Moyeuvre-Grande
| Referens: INSEE |